# Zijdelmeer

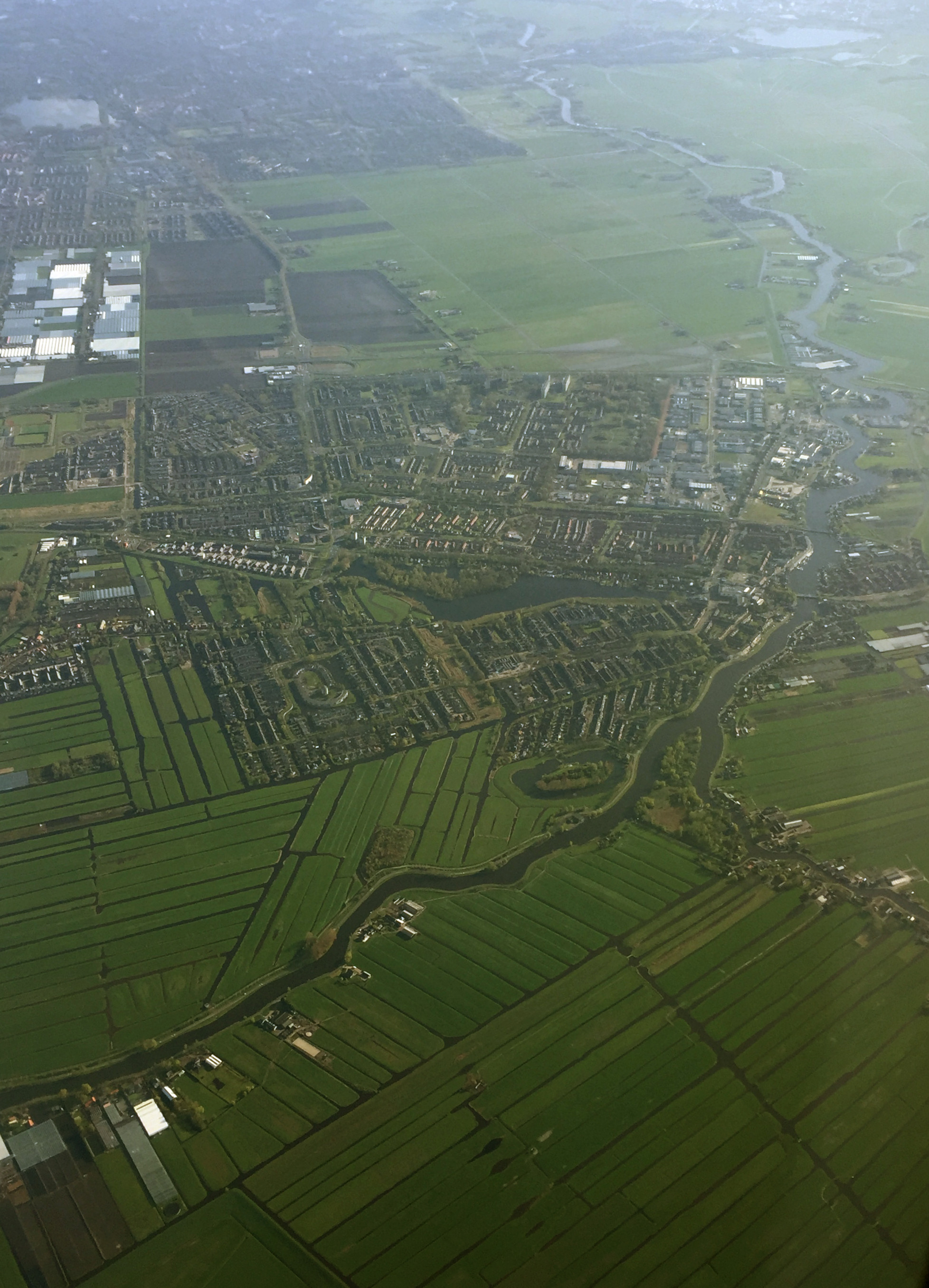
Uithoorn vanuit de lucht, gezien vanuit het zuiden met links van de Amstel in het midden het Zijdelmeer

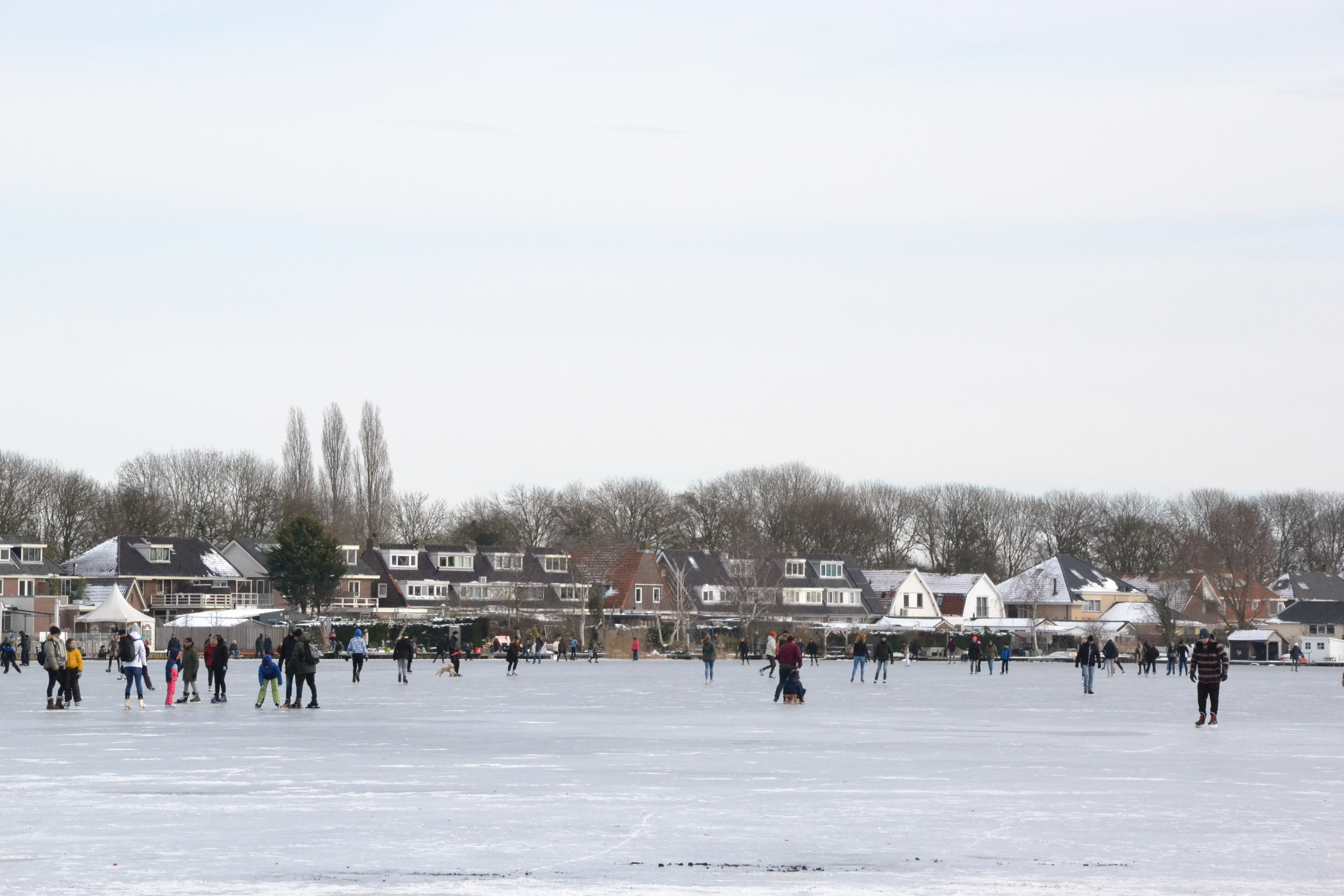
Schaatsers op het Zijdelmeer, 14 februari 2021

Het Zijdelmeer is een langwerpig meer, park en natuurgebied met een oppervlakte van circa 30 hectare in het Noord-Hollandse dorp Uithoorn. Het meer is in het midden op zijn breedst en aan de uiteinden relatief smal. Aan de noordwestkant ligt een schiereiland. Het meer ligt ten zuiden van de Provinciale weg 196, die daar tegenwoordig de Koningin Máximalaan heet, en ten noorden van de Boterdijk en de Meerwijk.
Vroeger, rond het jaar 1000, was het meer een klein stroompje dat water van de veengronden afvoerde naar de Amstel. Door oeverafslag veranderde het stroompje langzamerhand in een meer. Hier bevond zich bij het rechthuis een sluis waar de schippers van de vele tuinderijen met hun vaartuig de Amstel konden bereiken. De sluis verdween toen deze hoek van het meer werd gedempt en het niet meer in verbinding stond met de Amstel. Tegenwoordig staat hier het gemeentehuis. Tot 1879 stond het meer aan de westkant in open verbinding met het in de richting van Aalsmeer gelegen niet meer bestaande Legmeer.
Tot 1962 werd een deel van het Zijdelmeer gebruikt als natuurbad. In 1953 drong de inspecteur voor de volksgezondheid om gezondheidsredenen bij de gemeente aan op sluiting van het bad. In 1955 werd door de gemeente een terrein aan de Zijdelweg tegenover het Busstation Uithoorn aangekocht waarop een nieuw "echt" zwembad met de naam "Burgemeester Kootbad," vernoemd naar Cornelis Machiel Antonius Koot, burgemeester van 1935-1965, werd aangelegd en in 1962 werd geopend. Dit bad werd gesloten in 1988 waarna in 1990 op het terrein een busgarage met kantoor voor Centraal Nederland verscheen. Het busstation werd in 1998 verplaatst naar het Cort van der Lindenplein en de busgarage verdween na de komst van een nieuwe busgarage in Amstelveen enkele jaren geleden.       